# Erica barrydalensis
Erica barrydalensis är en ljungväxtart som beskrevs av Harriet Margaret Louisa Bolus. Erica barrydalensis ingår i släktet klockljungssläktet, och familjen ljungväxter. Inga underarter finns listade i Catalogue of Life.